# Henry Sebastian D'Souza
Henry Sebastian D'Souza (Igatpuri, 20 de janeiro de 1926 - 27 de junho de 2016) foi Arcebispo de Calcutá.
Henry Sebastian D'Souza foi ordenado sacerdote em 24 de agosto de 1948.
Papa Paulo VI nomeou-o bispo de Cuttack-Bhubaneswar em 24 de janeiro de 1974. O Pró-Núncio Apostólico na Índia, Arcebispo John Gordon, concedeu-lhe a consagração episcopal em 5 de maio do mesmo ano; Os co-consagradores foram Lawrence Trevor Picachy SJ, Arcebispo de Calcutá e Pius Kerketta SJ, Arcebispo de Ranchi.
Em 29 de março de 1985 foi nomeado Arcebispo Coadjutor de Calcutá pelo Papa João Paulo II. Com a renúncia de Lawrence Trevor Picachy em 5 de abril de 1986, ele o sucedeu como arcebispo de Calcutá. Em 2 de abril de 2002, João Paulo II aceitou sua renúncia por motivos de idade.